# Penywaun
Penywaun ou Pen-y-waun est un village et une communauté du borough de comté de Rhondda Cynon Taf, au pays de Galles.

## Géographie
Penywaun est une banlieue de la ville d'Aberdare située à quelques kilomètres au nord-ouest du centre-ville.

## Démographie
Au recensement de 2011, la communauté de Penywaun comptait 3 063 habitants.